# Ивановка (Колосовский сельсовет)
Ива́новка — деревня Колосовского сельсовета Елецкого района Липецкой области России.

## Топоним
По фамилии владельца Иванов (Липецкая энциклопедия, Т.3, С.83).

## География
В южной части деревни Ивановский пруд.

## История
Н. М. Огарков в издании «Липецкая энциклопедия» пишет, что Ивановка в списке населённых мест 1866 года упомянута как деревня владельческая, 22 двора, 77 жителей. По переписи 1926 года 914 человек на 174 дворах. В начале 1932 года отмечено 1025 жителей. На январь 1997—152 жителя на 64 дворах.

## Население
| 2010 |
| ---- |
| 119  |

### Историческая численность населения
1866 — 77 человек, 1926—914, 1932—1025, 1997—152.

## Инфраструктура
Личное подсобное хозяйство с зоной сельскохозяйственного использования, индивидуальная застройка усадебного типа.
Основа экономики — сельское хозяйство.

## Транспорт
Просёлочные дороги. 